# Loop (Texas)
Loop es un lugar designado por el censo (en inglés, census-designated place, CDP) ubicado en el condado de Gaines, Texas, Estados Unidos. Según el censo de 2020, tiene una población de 216 habitantes.

## Geografía
La localidad está ubicada en las coordenadas 32°54′51″N 102°24′53″O / 32.91417, -102.41472. Según la Oficina del Censo de los Estados Unidos, Loop tiene una superficie total de 9.2 km², correspondientes en su totalidad a tierra firme.

## Demografía
Según el censo de 2020, hay 216 personas residiendo en Loop. La densidad de población es de 23 hab./km². El 63.43% de los habitantes son blancos, el 0.93% son amerindios, el 17.13% son de otras razas y el 18.52% son de una mezcla de razas. Del total de la población, el 45.37% son hispanos o latinos de cualquier raza.